# Omaha

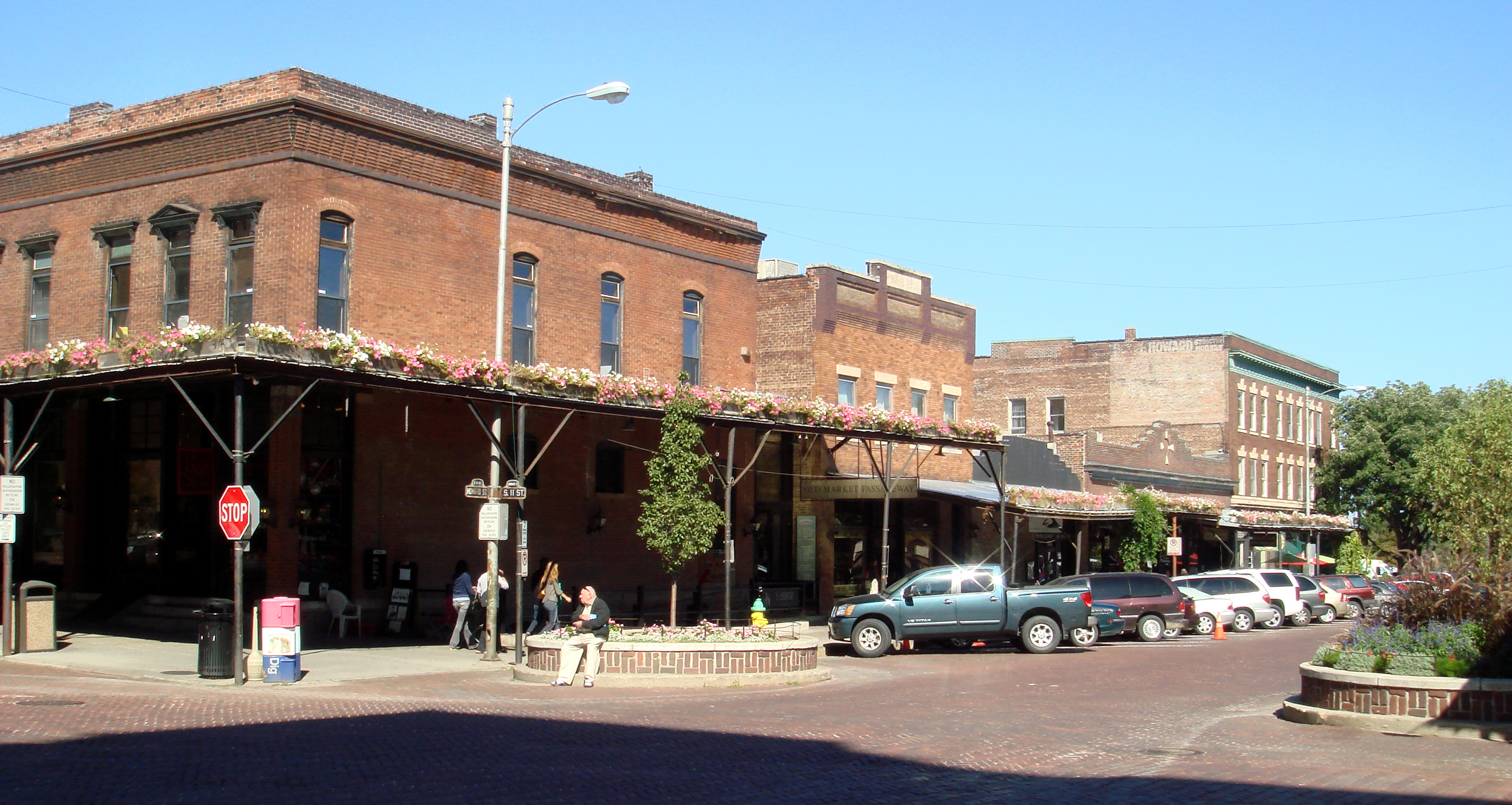
„Old Market“-Bezirk

Omaha [ˈoʊməhɑː] ist die größte Stadt und das wirtschaftliche Zentrum des US-Bundesstaates Nebraska mit knapp 500.000 Einwohnern und bildet das Zentrum der Metropolregion Omaha-Council Bluffs. Die Stadt liegt am Missouri River, direkt an der Grenze zum östlichen Nachbarstaat Iowa, und nur wenige Kilometer nördlich der Mündung des bedeutenden Nebenflusses Platte River.
Die Stadt wurde im Jahre 1854 von Spekulanten aus dem benachbarten Council Bluffs, Iowa, gegründet und bekam aufgrund ihrer Bedeutung für die Besiedelung des amerikanischen Westens, insbesondere im Hinblick auf die Eisenbahnverbindungen zwischen Ost und West, den Spitznamen Gateway to the West. So entwickelte sich Omaha ab der zweiten Hälfte des 19. Jahrhunderts zu einem der wichtigsten nationalen Verkehrsknotenpunkte. Zudem war die Stadt 1898 Gastgeber der Weltausstellung, die den Namen Trans-Mississippi Exposition trug. Im 20. Jahrhundert erlangten die Omaha Stockyards, einst das größte Viehhandelszentrum der Welt, und die Fleischverarbeitungsbetriebe internationale Bekanntheit.
Auch heute ist Omaha eine der bedeutenderen Städte im Zentrum der USA und Sitz von vier Fortune 500 Unternehmen, unter anderem Berkshire Hathaway. Zu den bemerkenswerten kulturellen Einrichtungen gehören der Henry Doorly Zoo und das Aquarium, der Old Market, das Durham Museum, die Lauritzen Gardens und die jährlich stattfindenden Endspiele im College Baseball (College World Series).

## Etymologie
Der Stadtname leitet sich vom gleichnamigen Indianerstamm ab und bedeutet so viel wie stromaufwärts.

## Geographie

### Geographische Lage
Omaha liegt im Osten von Nebraska am westlichen Ufer des Missouri River, der die Grenze zu Iowa bildet. Etwas weiter südlich mündet der Platte River in den Missouri.

### Klima
Die mittlere Durchschnittstemperatur in Omaha liegt zwischen −6,1 °C (21 °F) im Januar und 24,4 °C (76 °F) im Juli. Omaha liegt in der kontinental-gemäßigten Klimazone (Dfa) mit heißen Sommern und kalten Wintern. Omaha liegt in etwa auf derselben geographischen Breite wie Rom, wegen des kontinentalen Klimas ist die mittlere Durchschnittstemperatur in Omaha jedoch im Winter 7 °C niedriger. The Weather Channel bewertete Omaha auf Grundlage der Daten der letzten 30 Jahren aus den Monaten Dezember, Januar und Februar mit einer Durchschnittstemperatur von −3,4 °C (25,9 °F) als fünftkälteste Stadt der 100 größten US-amerikanischen Städte.
|                       | Jan   | Feb  | Mär  | Apr  | Mai   | Jun  | Jul  | Aug  | Sep  | Okt  | Nov  | Dez  |   |       |
| Mittl. Tagesmax. (°C) | −0,4  | 2,8  | 9,7  | 17,7 | 23,3  | 28,7 | 31,1 | 29,6 | 24,7 | 18,7 | 9,6  | 1,4  | ⌀ | 16,5  |
| Mittl. Tagesmin. (°C) | −11,7 | −8,5 | −2,4 | 4,4  | 10,5  | 15,8 | 18,8 | 17,2 | 12,0 | 5,1  | −1,8 | −9,1 | ⌀ | 4,3   |
|                       |       |      |      |      |       |      |      |      |      |      |      |      |   |       |
| Niederschlag (mm)     | 18,8  | 19,6 | 51,8 | 67,6 | 114,8 | 98,3 | 89,2 | 82,3 | 94,5 | 57,9 | 37,8 | 25,9 | Σ | 758,5 |
|                       |       |      |      |      |       |      |      |      |      |      |      |      |   |       |
| Regentage (d)         | 3,8   | 3,9  | 6,5  | 7,8  | 9,4   | 7,8  | 7,4  | 7,2  | 7,5  | 5,1  | 4,4  | 4,6  | Σ | 75,4  |

| −11,7 |

| −8,5 |

| −2,4 |

| 4,4 |

| 10,5 |

| 15,8 |

| 18,8 |

| 17,2 |

| 12,0 |

| 5,1 |

| −1,8 |

| −9,1 |

| −11,7 |

| −8,5 |

| −2,4 |

| 4,4 |

| 10,5 |

| 15,8 |

| 18,8 |

| 17,2 |

| 12,0 |

| 5,1 |

| −1,8 |

| −9,1 |

## Geschichte
1804 wurde die Gegend um Omaha im Rahmen der Lewis-und-Clark-Expedition erkundet. Mit dem Kansas-Nebraska Act, der am 30. Mai 1854 unterzeichnet wurde, begann die dauerhafte Besiedlung des Landes. Omaha wurde am 4. Juli 1854 gegründet und nach dem Indianerstamm der Omaha benannt, die einen großen Teil ihres Landes an den Staat verkauft hatten. Die Stadt lag auf dem Weg der Goldsucher, die durch den kalifornischen Goldrausch 1848–1854 angelockt wurden. Omaha war Hauptstadt des Nebraska-Territoriums, verlor seinen Status als Hauptstadt jedoch 1867 an Lincoln, als Nebraska als 37. Bundesstaat in die Union aufgenommen wurde. Zunächst war Omaha lediglich über eine Dampfschifflinie nach St. Louis mit dem Rest des Landes verbunden. Mit den Pacific Railroad Acts wurde Omaha als östlicher Endpunkt der First Transcontinental Railroad bestimmt, die 1869 fertiggestellt wurde. In jenem Jahrzehnt wuchs die Bevölkerung von 1883 Einwohnern im Jahr 1861 auf 16.083 Einwohner im Jahr 1870. Mit der Fertigstellung der Union Pacific Missouri River Bridge im Jahr 1872 wurde Omaha auch an den östlichen Teil des amerikanischen Eisenbahnnetzes angeschlossen.
Seit den 1870er Jahren wurde der schnell wachsende Ort ein Zentrum der fleischverarbeitenden Industrie. 1919 kam es zu massiven Rassenunruhen. Seit etwa 1940 ist Omaha ein Zentrum der afroamerikanischen Bürgerrechtsbewegung.
Bekanntheit erlangte Omaha sowohl durch die Wild-West-Show von Buffalo Bill als auch gegen Ende des Zweiten Weltkrieges, als ein Küstenabschnitt der Normandie im Zusammenhang mit der Invasion in Frankreich (Operation Overlord) nach ihm benannt wurde. Der Abschnitt Omaha Beach war einer der blutigsten Schauplätze dieses Krieges.

### Strategic Air Command (SAC)

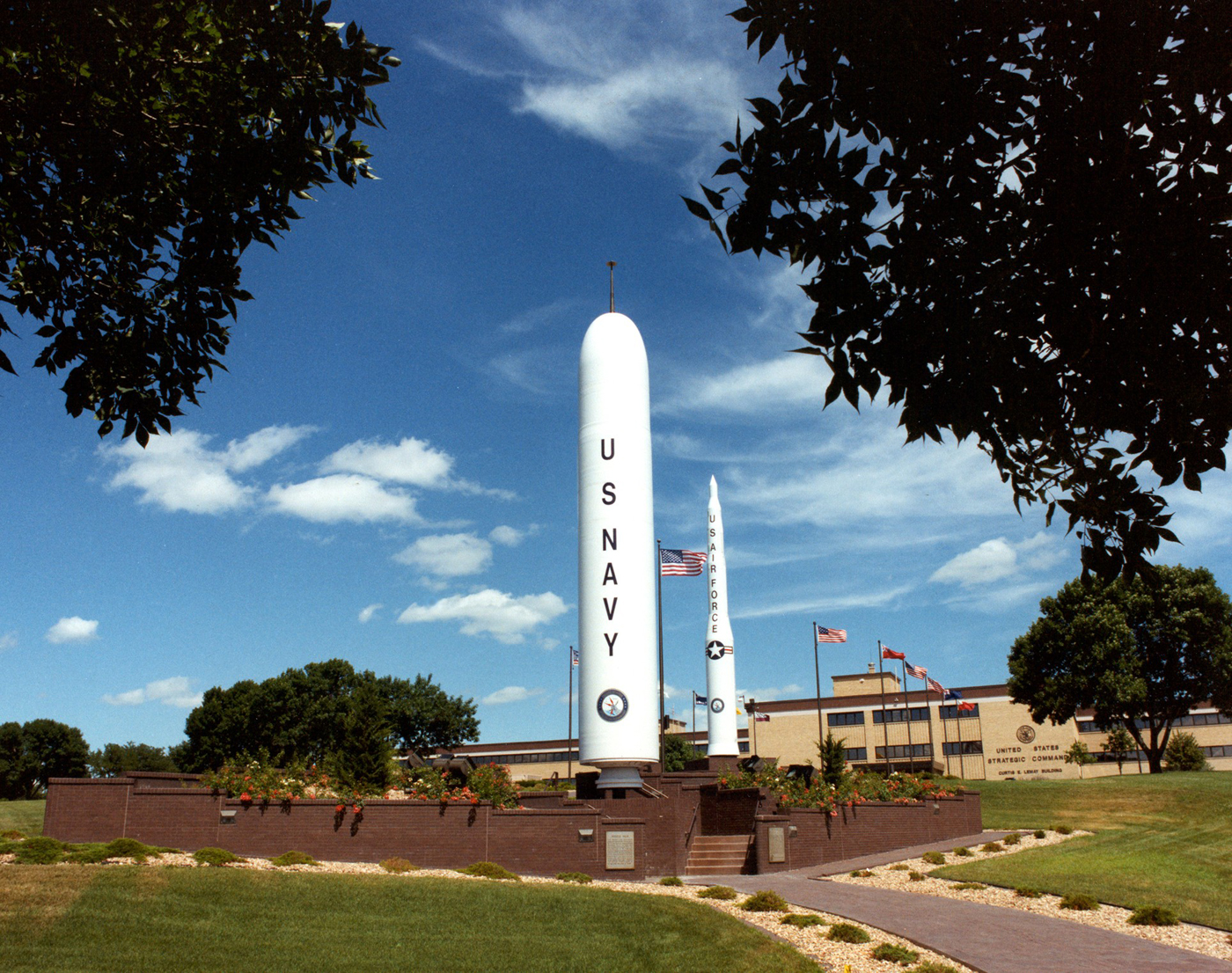
Die heutigen US Strategic Command Headquarters auf der Offutt AFB

Unmittelbar südlich von Omaha befindet sich die Offutt Air Force Base, auf der während des Kalten Krieges das Strategic Air Command (SAC) sein Hauptquartier hatte, das anfangs nur für die strategische Bomberflotte mit ihren Atombomben und später auch für die Interkontinentalraketen mit Atomsprengköpfen von Air Force und Navy zuständig war. Gegenwärtig sind dort die US Strategic Command Headquarters beheimatet.

## Einwohnerentwicklung
| Jahr | Einwohner¹ |
| ---- | ---------- |
| 1950 | 251.117    |
| 1960 | 301.598    |
| 1970 | 364.929    |
| 1980 | 313.939    |
| 1990 | 335.795    |
| 2000 | 408.637    |
| 2010 | 432.003    |
| 2020 | 486.051    |

¹ 1950–2020: Volkszählungsergebnisse

## Wirtschaft
Die Metropolregion von Omaha erbrachte 2016 eine Wirtschaftsleistung von 61,3 Milliarden US-Dollar und belegte damit Platz 52 unter den Großräumen der USA und erwirtschaftet einen bedeutenden Teil der Wirtschaftsleistung von Nebraska. Die Arbeitslosenrate in der Metropolregion betrug 2,8 Prozent und lag damit unter dem nationalen Durchschnitt von 3,8 Prozent (Stand: Mai 2018). Das persönliche Pro-Kopf Einkommen liegt 2016 bei 53.613 US-Dollar, womit Omaha ein überdurchschnittliches Einkommensniveau besitzt.
Omaha ist der wirtschaftliche Mittelpunkt des Staates Nebraska. Die Stadt ist Sitz mehrerer großer und internationaler Unternehmen. Hierzu gehören (In Klammern der Rang in der Forbes-Fortune-1000-Liste 2016):
- Berkshire Hathaway (4.)
- Union Pacific Railroad (129.)
- Kiewit (314.)
- Mutual of Omaha (367.)
- TD Ameritrade (680.)
- Green Plains Renewable Energy (742.)
- Valmont Industries (813.)
- West Corporation (869.)
- Werner Enterprises (945.)

Einer der bekanntesten Söhne der Stadt ist der Multimilliardär Warren Buffett (auch genannt: das Orakel von Omaha), der mit seiner Firma Berkshire Hathaway von Omaha aus sein Investment-Imperium lenkt. Die jährlichen Aktionärstreffen finden im CenturyLink Center statt.

## Sport und Kultur
In Omaha ist kein Franchise aus den vier großen amerikanischen Sportligen (Major League Baseball (MLB), National Basketball Association (NBA), National Football League (NFL) und National Hockey League (NHL)) ansässig. Von 1972 bis 1978 trug das NBA-Franchise Kansas City-Omaha Kings (ab 1975 Kansas City Kings, heute die Sacramento Kings) nach dem Umzug aus Cincinnati einen Teil seiner Heimspiele in Omaha aus, bevor das Team ganz nach Kansas City zog. Dafür findet aber die Endspiel-Serie des US Amerikanischen College Baseballs in Omaha statt (College World Series). Als Austragungsstätte dient seit 2011 das Charles Schwab Field.
Das Eishockeyteam Omaha Ak-Sar-Ben Knights, das von 2005 bis 2007 in der American Hockey League (AHL) spielte, war in Omaha beheimatet und spielte im Omaha Civic Auditorium. Zudem hat Omaha ein Junioreneishockeyteam aus der USHL, die „Omaha Lancers“.
Das Joslyn Art Museum beherbergt die wichtigste Kunstsammlung des Bundesstaates Nebraska. Im historischen Old Market District, der in den 1880er Jahren erbaut wurde, liegt das Bemis Center for Contemporary Arts für artists in residence. Seit den 1950er Jahren entwickelte sich eine rege Musikszene.
Die zweitgrößte Universität Nebraskas, die University of Nebraska Omaha mit etwa 14.000 Studierenden hat ihren Sitz in Omaha. Sie ist auf drei Standorte in der Stadt verteilt.

## Partnerstädte
- Braunschweig, Niedersachsen, seit 1992 „Städtefreundschaft“
- Shizuoka, Japan
- Šiauliai, Litauen
- Naas, Irland
- Xalapa, Mexiko
- Bachmut, Ukraine
- Yantai, Volksrepublik China
- Carlentini, Italien

## Persönlichkeiten

### Söhne und Töchter der Stadt (Auswahl)
- Fred Astaire (1899–1987), Tänzer, Sänger und Schauspieler
- John D. Goodell (1909–2004), Dokumentarfilmregisseur
- James L. Baldwin (1921–1979), Generalmajor der United States Army
- Marlon Brando (1924–2004), Schauspieler
- Warren Buffett (* 1930), Investor und Multimilliardär
- Montgomery Clift (1920–1966), Schauspieler
- Jim Fitzpatrick (* 1959), Schauspieler, Filmproduzent, Filmregisseur, Drehbuchautor, Model und American-Football-Spieler
- Mike Flood (* 1975), Politiker
- Gerald Ford (1913–2006), 40. Vizepräsident der Vereinigten Staaten von Amerika (von 1973 bis 1974), und 38. Präsident der Vereinigten Staaten von Amerika (von 1974 bis 1977)
- Jake Guentzel (* 1994), Eishockeyspieler
- Jerusha Hess (* 1980), Filmregisseurin und Drehbuchautorin
- Jaime King (* 1979), Schauspielerin
- Lawrence Klein (1920–2013), Wirtschaftswissenschaftler und Nobelpreisträger
- Malcolm X (1925–1965), Führer der Bürgerrechtsbewegung
- Nick Nolte (* 1941), Schauspieler
- Conor Oberst (* 1980), Musiker
- Andrew Rannells (* 1978), Schauspieler und Sänger
- Andy Roddick (* 1982), Tennisspieler
- John Richard Sheets (1922–2003), Weihbischof in Fort Wayne-South Bend
- Elliott Smith (1969–2003), Musiker
- Nicholas Sparks (* 1965), Schriftsteller
- Richard Stoltzman (* 1942), Klarinettist
- Gabrielle Union (* 1972), Schauspielerin und Model
- Bill Martin Williams (* 1954), Schauspieler
- Julie Wilson (1924–2015), Sängerin und Schauspielerin
- Miranda Wilson (* 1960), Schauspielerin
- Jackson Withrow (* 1993), Tennisspieler

### Persönlichkeiten, die vor Ort gewirkt haben
- Orenda Fink (* 1975), Musikerin
- Edward Flanagan (1886–1948), katholischer Geistlicher, Gründer der Jugendhilfeorganisation Boys Town und des gleichnamigen Vororts von Omaha, Boys Town
- Leisha Hailey (* 1971), Schauspielerin und Musikerin
- Frederick Krug (1833–1919), deutschstämmiger Brauereibesitzer
- John L. Watson (* 1951), Schachspieler und -autor